# Peronia verruculata
Peronia verruculata är en snäckart som först beskrevs av Cuvier 1829.  Peronia verruculata ingår i släktet Peronia och familjen Onchidiidae. Inga underarter finns listade i Catalogue of Life.